# Щука-маскінонг
Щука-маскінонг (Esox masquinongy) — північноамериканська риба родини щукових. Ареал охоплює басейн Великих озер, річок Св. Лаврентія та Міссісіпі, також Гудзонової затоки (Північний Ред). В багатьох районах США — вселенець. В штатах Теннессі та Огайо знаходиться під охороною. Сягає довжини 183 см і ваги 31,8 кг. Максимальний зареєстрований вік — 30 років.